# Istishhad
Vous pouvez aider à l'améliorer ou bien discuter des problèmes sur sa page de discussion.
- Son texte doit être wikifié : il ne correspond pas à la mise en forme Wikipédia (style, typographie, liens internes, liens entre les wikis, etc.). (Marqué depuis mai 2024)
- Il n’est pas rédigé dans un style encyclopédique. (Marqué depuis mai 2024)
- La traduction doit être revue. Le contenu est difficilement compréhensible à cause d’erreurs de traduction, peut-être dues à l’utilisation d’un logiciel de traduction automatique. (Marqué depuis juillet 2025)
- Il a besoin d’être illustré. Des médias (images, animations, vidéos, sons) sous licence libre ou du domaine public sont les bienvenus pour l'améliorer.
Si vous êtes l’auteur d’un média que vous souhaitez partager, importez-le. Si vous n’êtes pas l’auteur, vous pouvez néanmoins faire une demande de libération d’image à son auteur. (Marqué depuis avril 2020)

Istishhad (en arabe : استشهاد) est le mot arabe pour « martyre », «mort d'un martyr» ou «mort héroïque». Ces dernières années, il a été dit que le terme "mettait l'accent sur ... l'héroïsme dans l'acte de sacrifice" plutôt que sur "la victimisation", et s'est "transformé ... en une stratégie militaire et politique", souvent appelée "opérations de martyre". Celui qui se martyrise reçoit le shahid honorifique.

## Histoire

### Sultanat d'Aceh
Des Acehnais musulmans du Sultanat d'Aceh ont commis des attentats suicides connus sous le nom de Parang-sabil contre des envahisseurs néerlandais pendant la guerre d'Aceh. Il[Qui ?] était considéré comme faisant partie du djihad personnel dans la religion islamique des Acehnais. Les Néerlandais l'appelaient Atjèh-moord, ce qui se traduit littéralement par le meurtre d'Aceh,. L'œuvre de littérature acehnaise, le Hikayat Perang Sabil, a fourni le contexte et le raisonnement pour le Aceh-mord - attentats-suicides acehnais contre les Hollandais,,. Les traductions indonésiennes des termes néerlandais sont Aceh bodoh (Aceh pungo) ou Aceh gila (Aceh mord).
Atjèh-moord a également été utilisé contre les Japonais par les Acehnais pendant l'occupation japonaise d'Aceh . Les oulamas acehnais (clercs islamiques) se sont battus contre les Hollandais et les Japonais, se révoltant contre les Hollandais en février 1942 et contre le Japon en novembre 1942. La révolte a été menée par l'Association All-Aceh Religious Scholars 'Association (PUSA). Les Japonais ont fait 18 morts lors du soulèvement alors qu'ils massacraient jusqu'à 100 ou plus de 120 Acehnais,. La révolte s'est produite à Bayu et était centrée sur l'école religieuse du village de Tjot Plieng,,,. Pendant la révolte, les troupes japonaises armées de mortiers et de mitrailleuses ont été inculpées par des Acehnais armés d'épées sous Teungku Abduldjalil (Tengku Abdul Djalil) à Buloh Gampong Teungah et Tjot Plieng les 10 et 13 novembre,,,,,,,. En mai 1945, les Acehnais se rebellèrent à nouveau.
Le script Jawi original en langue acehnaise Hikayat Perang Sabil ( w: ace: Hikayat Prang Sabi, w: id: Hikayat Prang Sabi ) a été translittéré en alphabet latin et annoté par Ibrahim Alfian (Teuku) et publié à Jakarta. Perang sabi était le mot acehnais pour « jihad », une guerre sainte, et des œuvres littéraires en langue acehnaise sur le perang sabi ont été distribuées par des religieux islamiques (oulamas) tels que Teungku di Tiro, pour aider la résistance contre les Hollandais dans la guerre d'Aceh. Les récompenses accordées par in paradise[Quoi ?] détaillées dans les textes islamiques arabes et les atrocités néerlandaises ont été exposées dans le Hikayat Perang Sabil[Quoi ?] qui a été lu en commun par de petites cabales d'Ulama et d'Acehnese qui ont prêté serment avant d'aller atteindre le statut souhaité de "martyr" en lançant attentats-suicides contre les Hollandais. Perang sabil était l'équivalent en malais d'autres termes comme Jihad, Ghazawat pour "guerre sainte", le texte était également orthographié Hikayat perang sabi. Les romans de fiction comme Sabil: Prahara di Bumi Rencong de Sayf Muhammad Isa sur la guerre d'Aceh contre les Néerlandais contiennent des références à Hikayat Perang Sabil. Mualimbunsu Syam Muhammad a écrit l'ouvrage intitulé Motifs pour Perang Sabil à Nusantara, Motivasi perang sabil di Nusantara: kajian kitab Ramalan Joyoboyo, Dalailul-Khairat, dan Hikayat Perang Sabil sur l'histoire de la guerre sainte islamique (jihad) en Indonésie. Des enfants et des femmes ont été inspirés à commettre des attentats-suicides par le Hikayat Perang Sabil contre les Hollandais. Hikayat Perang Sabil est également connu sous le nom de Hikayat Prang Sabi.  Hikayat Perang Sabil est considéré comme faisant partie de la littérature malaise du XIXe siècle. Dans l'Aceh occupée aux Pays-Bas, Hikayat Perang Sabil a été confisqué dans la maison de Sabi lors d'une descente de police le 27 septembre 1917 ,,.

### Philippines
Aux Philippines, les Moro musulmans auraient commis des attentats-suicides contre des ennemis dès le XVIe siècle. Ceux qui ont commis des attentats-suicides étaient appelés mag-sabil, et les attentats-suicides étaient connus sous le nom de Parang-sabil . Les Espagnols les ont appelés juramentado. L'idée du juramentado était considérée comme faisant partie du jihad dans la religion islamique des Moros. Lors d'une attaque, un Juramentado se jetait sur ses cibles et les tuait avec des armes blanches comme des barongs et des kris jusqu'à ce qu'il soit lui-même tué. Les Moros ont commis des attentats-suicide contre les Espagnols dans le conflit hispano-moro du XVIe au XIXe siècle, contre les Américains lors de la rébellion de Moro (1899-1913) et contre les Japonais pendant la Seconde Guerre mondiale. Les Moro Juramentados ont visé leurs attaques spécifiquement contre leurs ennemis, et non contre les non-musulmans en général. Ils ont lancé des attentats-suicides contre les Japonais, les Espagnols, les Américains et les Philippins, mais n'ont pas attaqué les Chinois non musulmans, car les Chinois n'étaient pas considérés comme les ennemis du peuple Moro,,,,. Les Japonais ont répondu à ces attentats suicides en massacrant tous les proches de l'attaquant.

### Iran
Les origines des attaques modernes d'Istishhadi se trouvent chez les chiites en Iran pendant la guerre Iran-Irak de 1980-1988. Mohammed Hossein Fahmideh, un garçon de 13 ans qui a combattu pendant la guerre, serait le premier musulman à avoir participé à une telle attaque dans l'histoire contemporaine. Il a attaché des grenades propulsées par roquettes sur sa poitrine et s'est fait exploser sous un char irakien en novembre 1980. L'ayatollah Khomeiny a déclaré que Fahmideh était un héros national et une source d'inspiration pour d'autres volontaires pour le martyre. D'autres volontaires iraniens basij ont traversé des champs de mines pour faire exploser des mines terrestres enfouies et dégager un chemin de bataille sûr pour les soldats suivants.

### Chiisme
Les chiites se réfèrent généralement au martyre de Hussain ibn Ali et de ses compagnons et membres de la famille dans la bataille de Karbala comme modèles et inspiration pour le martyre comme une mort glorieuse et noble.

### Palestine
Lorsque le groupe islamiste palestinien Hamas a commis pour la première fois des attentats-suicides - consistant à attacher le corps du porteur de la mission avec des explosifs - dans les villes habitées par les Israéliens d'Afula et Khidara au printemps 1994, il a décrit ces opérations comme amaliyat istishhadiya (martyre) plutôt que les a'maliyat fida'iyah plus laïques (opérations d'abnégation). Le terme amaliyat istishhadiya a fait son chemin et « aujourd'hui, istishhad est le terme le plus fréquemment utilisé pour désigner les actes de sacrifice dans la résistance palestinienne et est utilisé par les groupes islamiques, laïques et marxistes » principalement contre les civils israéliens.

Selon le savant Noah Feldman : « Le vocabulaire du martyre et du sacrifice, la préconfession formelle de la foi sur bande vidéo, le bricolage technologique pour augmenter la mortalité - tous sont maintenant instantanément reconnaissables pour chaque musulman ». Feldman voit une tendance inquiétante dans l'expansion constante des cibles d'Istishhad depuis ses débuts en 1983, lorsque le bombardement réussi des casernes et des bâtiments de l'ambassade américaine a chassé l'armée américaine du Liban. 
 D'abord, les cibles étaient des soldats américains, puis surtout des Israéliens, dont des femmes et des enfants. Du Liban et d'Israël, la technique des attentats-suicides s'est déplacée en Irak, où les cibles comprenaient des mosquées et des sanctuaires, et les victimes prévues étaient principalement des Irakiens chiites. Le terrain d'essai le plus récent est l'Afghanistan, où les auteurs et les cibles sont des musulmans sunnites orthodoxes. Il n'y a pas longtemps, un attentat à la bombe à Lashkar Gah, la capitale de la province de Helmand, a tué des musulmans, dont des femmes, qui demandaient à se rendre en pèlerinage à La Mecque. Dans l'ensemble, la tendance va définitivement dans le sens de la violence musulmane contre musulmane. Selon une comptabilité prudente, plus de trois fois plus d'Irakiens ont été tués par des attentats-suicides au cours des 3 dernières années que les Israéliens au cours des 10 dernières années. Les attentats suicides sont devenus l'archétype de la violence musulmane, non seulement pour les Occidentaux effrayés, mais aussi pour les musulmans eux-mêmes. 

## Opération martyre
Les groupes militants qualifient les "opérations de martyre" d'attaques contre des cibles militaires ou civiles dans lesquelles l'attaquant devrait mourir, le plus souvent par l'explosion d'une bombe. Le terme est généralement utilisé par les militants musulmans, bien que des groupes non musulmans, tels que les Tigres de libération de l'Eelam tamoul, se soient également livrés à des attentats-suicides. Les militants islamistes préfèrent le terme "opération de martyre" à "attentat-suicide", car le suicide est interdit par la loi islamique classique. Alors que le combat comporte intrinsèquement un risque de mort, une "opération martyre" implique un acte délibéré entraînant la mort dans le cadre de l'attaque.
Les actes d'istishhad sont régis par les règles juridiques islamiques associées à la guerre armée ou au djihad militaire. Les règles régissant le jihad, signifiant littéralement lutte mais souvent appelé « guerre sainte » par les non-musulmans, sont couvertes en détails exquis dans les textes classiques de la jurisprudence islamique. Dans la loi islamique orthodoxe, le djihad est une obligation religieuse collective pour la communauté musulmane, lorsque la communauté est en danger ou que les musulmans sont soumis à l'oppression et à l'asservissement. Les règles régissant ces conflits prévoient notamment de ne pas tuer de femmes, d’enfants ou de non-combattants et de laisser les zones cultivées ou résidentielles intactes,.
Pendant plus d'un millénaire, ces principes ont été acceptés par les sunnites et les chiites ; cependant, depuis les années 1980, les islamistes militants ont contesté les règles traditionnelles de la guerre islamique pour tenter de justifier des attentats-suicides malgré des contradictions manifestes avec les lois islamiques établies,.

## Bourse d'études
Certains érudits occidentaux et musulmans de l'islam trouvent que les attentats suicides constituent une violation claire de la loi islamique classique. Néanmoins, les groupes militants qui mènent des "opérations de martyre" croient que leurs actions remplissent l'obligation du djihad, et certains religieux soutiennent ce point de vue.

### Contre les attentats suicides
Les attentats-suicides en tant qu'actes de terrorisme ont poussé certains musulmans à fournir des réfutations scolaires des attentats-suicides et à les condamner. Par exemple, Ihsanic Intelligence, un groupe de réflexion islamique basé à Londres, a publié une étude sur les attentats-suicides, qui concluait que « l'attentat-suicide est un anathème, antithétique et odieux à l'islam sunnite. Il est considéré comme légalement interdit, constituant une innovation répréhensible dans la tradition islamique, moralement une énormité de péché combinant suicide et meurtre et théologiquement un acte qui a des conséquences de damnation éternelle ».
Le juriste malaisien basé à Oxford, Shaykh Afifi al-Akiti, a publié sa fatwa interdisant les attentats-suicides et visant des civils innocents : "Si l'attaque implique une bombe placée sur le corps ou placée si près du kamikaze que lorsque le kamikaze l'explose, le kamikaze est certain [yaqin] mourir, alors la position la plus correcte selon nous est que cela constitue un suicide. En effet, le kamikaze, étant également le Maqtul [celui qui a été tué], est incontestablement le même Qatil [l'agent immédiat / actif qui tue] = Qatil Nafsahu [c'est-à-dire se suicider]".
En janvier 2006, un religieux chiite de la marja, l'ayatollah al-Udhma Yousof al-Sanei, a décrété une fatwa contre les attentats-suicides les déclarant "actes terroriste" et le grand mufti saoudien ainsi que d'autres universitaires sunnites ont également dénoncé des attentats-suicides indépendamment de leur offensive. ou caractérisation défensive,.
L’érudit Bernard Lewis déclare : « A aucun moment, les juristes classiques n’ont offert d’approbation ou de légitimité à ce que nous appelons de nos jours le terrorisme. Il n'y a pas non plus de preuve de l'utilisation du terrorisme tel qu'il est pratiqué de nos jours ». De même, Noah Feldman écrit que le raisonnement islamique des kamikazes n'est pas convaincant, car le martyre en islam fait généralement référence à une autre personne tuant un guerrier musulman, pas au guerrier poussant "le bouton lui-même". En outre, "le meurtre de femmes et d'enfants s'est révélé plus difficile à expliquer comme un exercice autorisé du jihad". Cela "illustre la nature de la difficulté de concilier l'attentat-suicide et la loi islamique".
Comme Charles Kimball, le directeur des études religieuses de l'Université de l'Oklahoma, a souligné que l'islam "interdit clairement le suicide" en citant "les matériaux des hadiths, qui sont les paroles et les actions faisant autorité du prophète Mahomet comprend de nombreuses déclarations sans ambiguïté sur le suicide : celui qui « se jette d'une montagne » ou « boit du poison » ou « se tue avec un instrument tranchant » sera dans le feu de l'Enfer. Le suicide n'est pas autorisé, même pour les personnes dans des conditions extrêmes telles qu'une maladie douloureuse ou une blessure grave ". D'autres groupes islamiques tels que le Conseil européen de la fatwa et de la recherche citent le verset coranique Al-An'am 6: 151 comme une interdiction de se suicider : "Et ne prenez pas la vie, qu'Allah a sacrée, sauf par voie de justice et loi". Le Dr Hassan Ali El-Najjar dit également que les hadiths interdisent sans ambiguïté le suicide.

### Partisans des opérations suicides
Les organisations militantes islamistes (y compris Al-Qaïda, l'EIIL, le Hamas et le Jihad islamique) continuent de soutenir que les opérations suicides sont justifiées conformément à la loi islamique, malgré l'interdiction stricte du suicide et du meurtre imposée par l'islam,. Irshad Manji, dans une conversation avec un chef du Jihad islamique, a noté leur idéologie : 
 "Quelle est la différence entre le suicide, que le Coran condamne, et le martyre ?" , ai-je demandé. "Le suicide," répondit-il, "se fait par désespoir. Mais souvenez-vous:  la plupart de nos martyrs d'aujourd'hui ont très bien réussi leur vie terrestre. " Bref, il y avait un avenir à vivre - et ils l'ont fait exploser quand même. 
 Une autre justification fournie pour expliquer pourquoi l'istishhad n'est pas contraire à la loi islamique est que les civils pris entre deux feux "étaient destinés à mourir". L'exil saoudien Muhammad al-Massari explique que tout civil tué dans une attaque contre l'ennemi "ne souffrira pas [mais à la place] ... deviendra lui-même un martyr". Pendant la guerre entre Israël et le Hezbollah en 2006, le secrétaire général du Hezbollah, Hassan Nasrallah, s'est excusé pour une attaque contre Nazareth qui a tué deux enfants israélo-arabes, mais a déclaré que les deux enfants devraient être considérés comme des "martyrs" ,.
D'autres justifications ont été données par dignitaire religieux iranien, l'ayatollah Mohammad Taghi Mesbah Yazdi, « lors de la protection et l' islam musulman communauté dépend des opérations de martyre, il est non seulement permis, mais même est une obligation que la plupart des shiites grands savants et Maraje », dont l'ayatullah Safi Golpayegani et l'ayatullah Fazel Lankarani, l'ont clairement annoncé dans leurs fatwas ". L'ayatollah Ruhollah Khomeini d'Iran a acclamé ceux qui ont effectué des opérations de martyre pendant la guerre Iran-Irak et contre Israël. En effet, Sayyed Abbas al-Musawi, le deuxième secrétaire général du Hezbollah et étudiant de Khomeiny, a créé une supplication qui est devenue populaire parmi les jeunes et les combattants du Hezbollah.
D'autres religieux ont soutenu des attentats-suicides en grande partie liés au conflit israélo-palestinien. Le religieux sunnite Yusuf al-Qaradawi a soutenu de telles attaques de Palestiniens dans la défense perçue de leur patrie comme héroïque et comme un acte de résistance. Le clerc libanais chiite Mohammad Hussein Fadlallah, l'autorité spirituelle reconnue par le Hezbollah, aurait des vues similaires.
Après les attentats de Londres du 7 juillet 2005, la journaliste Mona Eltahawy a publié un article dans le Washington Post, notant qu'il y avait "22 imams et universitaires qui se sont réunis dans la plus grande mosquée de Londres pour condamner les attentats mais qui ne critiqueraient pas tout suicide attaques ", comme Sayed Mohammed Musawi, le chef de la Ligue islamique mondiale, qui a déclaré " il devrait y avoir une distinction claire entre les attentats-suicides de ceux qui tentent de se défendre contre les occupants, ce qui est différent de ceux qui tuent des civils, qui est un grand crime ".
Après le chevalier de Salman Rushdie en juin 2007, le ministre pakistanais des Affaires religieuses Muhammad Ijaz-ul-Haq s'est publiquement justifié et a appelé à un attentat-suicide contre lui.
Il y a eu des rapports contradictoires sur les positions du cheikh Muhammad Sayyid Tantawy (qui était alors le grand imam d'Al-Azhar - il est maintenant décédé) et du cheikh Ahmed el-Tayeb (qui était alors le grand mufti d'Égypte et est maintenant le grand imam d'Al-Azhar). Peu de temps après les attentats du 11 septembre, le cheikh Tantawy a publié une déclaration s'opposant aux attentats-suicides. Cependant, une traduction du site Web d'Al Azhar le cite comme soutenant des attentats-suicides contre des Juifs en Israël dans le cadre de la lutte palestinienne "pour semer l'horreur dans le cœur des ennemis de l'islam". Pourtant, en 2003, il a de nouveau été cité comme disant que "les groupes qui avaient commis des attentats-suicides étaient les ennemis de l'islam" et que tous les attentats-suicides étaient des péchés, y compris ceux contre les Israéliens. Ses propos condamnant tous les attentats-suicides ont été repris par le Premier ministre malaisien Mahathir Mohamad et le religieux libanais Husam Qaraqirah.

## Opinion publique
Outre les points de vue des théologiens musulmans, des points de vue contradictoires sont apparents parmi le public des pays à majorité musulmane. Comme le rapporte le Guardian dans un article écrit lors de la deuxième Intifada en août 2001, le monde musulman célèbre les «martyrs-bombardiers» comme des héros défendant les choses sacrées. Des sondages au Moyen-Orient en août 2001 ont montré que 75 % des personnes étaient favorables aux attentats-suicides de martyrs.
Cependant, le Pew Research Center a constaté une diminution du soutien des musulmans aux attentats-suicides. Dans les enquêtes de 2011, moins de 15% des Pakistanais, des Jordaniens, des Turcs et des Indonésiens pensaient que les attentats-suicides étaient parfois voire souvent justifiés. Environ 28 % des Égyptiens et 35 % des Libanais pensaient de même. Cependant, les Palestiniens sont 68 % à considérer que les attentats-suicides étaient parfois voire souvent justifiés. En 2013, Pew a constaté que « des majorités claires de musulmans s'opposent à la violence au nom de l'islam »; 89 % au Pakistan, 81 % en Indonésie, 78 % au Nigéria et 77 % en Tunisie ont déclaré que "les attentats-suicides ou autres actes de violence visant des civils ne sont jamais justifiés".